# HD 100055
HD 100055，又名BD+49 2062，SAO 43793、HR 4436，是一颗恒星，视星等为6.56，位于銀經153.2，銀緯63.35，其B1900.0坐标为赤經11h 25m 42s，赤緯+49° 63.35′ 30″。